# Pinware
Pinware (Pied Noir en français) est un village de Terre-Neuve-et-Labrador au Canada, située au sud du Labrador, c'est-à-dire dans la partie continentale de la province.
C'est un village de pêcheurs situé le long du détroit de Belle Isle.
Le village est situé le long de la route 510, entre West Saint Modeste et Red Bay, à environ 50 km de la frontière entre le Québec et Terre-Neuve-et-Labrador.
Selon le recensement de 2016, le village compte 88 habitants. La municipalité a été créée en 1978.

## Toponymie
Le village était autrefois connu sous les noms de Anse au Pied Noir, Rivière des François, Rivière Pirouette et Baie Noire.
Pinware serait une corruption de Pied Noir, forme d'un rocher trouvé à l'embouchure du ruisseau du Rocher Noir.

## Histoire

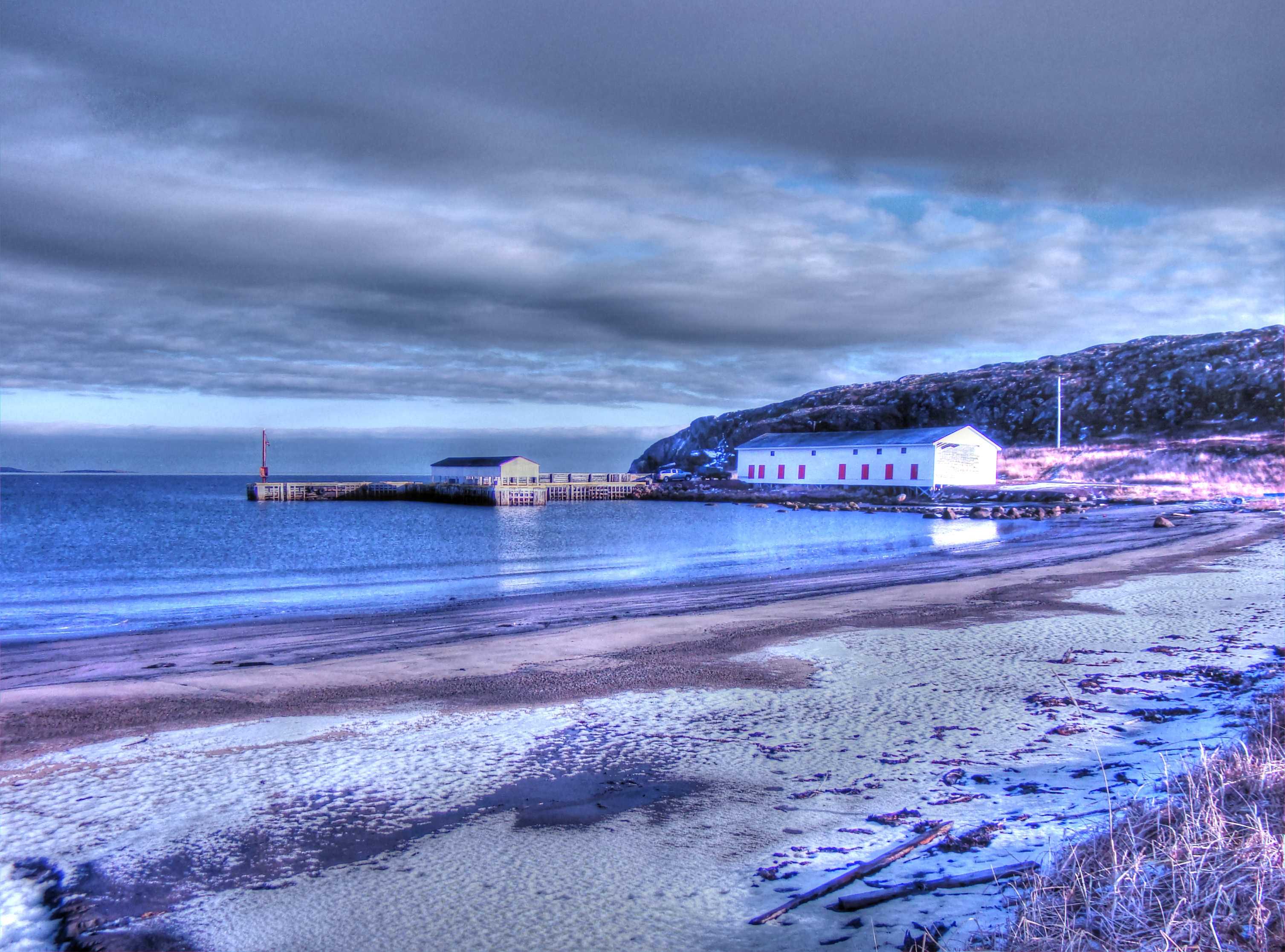
Quai de Pinware le matin

Les Basques, qui exploitaient l'une des premières stations baleinières du Nouveau Monde à Red Bay, ont probablement voyagé à Pinware pour la pêche et la collecte de bois de chauffage. Jacques Cartier a peut-être visité la région en 1534.
Dans les années 1600, des pêcheurs français y attrapaient et séchaient leur poisson. Pierre Constantin, un marchand, a pris le contrôle de la région en 1715. Un poste de traite fut ouvert ; la chasse au phoque et la pêche au saumon faisaient partie intégrante de son exploitation. Par la suite, des marchands anglais y établirent un poste.

## Municipalités limitrophes
Le parc provincial de la rivière Pinware créé en 1975 et d'une superficie de 0,68 km2 se trouve à 1 km à l'est du village à l'embouchure de la rivière Pinware.
À l'est de Pinware, la route 510 quitte la côte et remonte la rivière Pinware vers le nord pour atteindre Red Bay.